# Satyricon (album)
Albums de Satyricon
The Age of Nero
(2008) Deep Calleth Upon Deep
(2017)
Satyricon est le huitième album studio du groupe de Black metal norvégien Satyricon. L'album est sorti le 9 septembre 2013 sous le label Roadrunner Records.

## Musiciens
- Satyr - chant, guitare, basse, claviers
- Frost - batterie

## Liste des morceaux
1. Voice of Shadows - 2:36
2. Tro og Kraft - 6:01
3. Our World It Rumbles Tonight - 5:13
4. Nocturnal Flare - 6:38
5. Phoenix - 6:32
6. Walker Upon the Wind - 4:48
7. Nekrohaven - 3:12
8. Ageless Northern Spirit - 4:44
9. The Infinity of Time and Space - 7:48
10. Natt - 3:44